# Comuna Știubieni, Botoșani
Știubieni este o comună în județul Botoșani, Moldova, România, formată din satele Ibăneasa, Negreni și Știubieni (reședința). În localitate se poate vizita Mănăstirea Știubieni.

## Demografie
Componența etnică a comunei Știubieni
     Români (89,9%)
     Alte etnii (0%)
     Necunoscută (10,1%)
Componența confesională a comunei Știubieni
     Ortodocși (88,67%)
     Alte religii (1,19%)
     Necunoscută (10,14%)
Conform recensământului efectuat în 2021, populația comunei Știubieni se ridică la 2.278 de locuitori, în scădere față de recensământul anterior din 2011, când fuseseră înregistrați 2.695 de locuitori. Majoritatea locuitorilor sunt români (89,9%), iar pentru 10,1% nu se cunoaște apartenența etnică. Din punct de vedere confesional, majoritatea locuitorilor sunt ortodocși (88,67%), iar pentru 10,14% nu se cunoaște apartenența confesională.

## Politică și administrație
Comuna Știubieni este administrată de un primar și un consiliu local compus din 11 consilieri. Primarul, Pavel Ștefanache[*], de la Partidul Social Democrat, este în funcție din octombrie 2020. Începând cu alegerile locale din 2024, consiliul local are următoarea componență pe partide politice:
|  | Partid                          | Consilieri | Componența Consiliului | Componența Consiliului | Componența Consiliului | Componența Consiliului | Componența Consiliului | Componența Consiliului | Componența Consiliului |
|  | ------------------------------- | ---------- | ---------------------- | ---------------------- | ---------------------- | ---------------------- | ---------------------- | ---------------------- | ---------------------- |
|  | Partidul Social Democrat        | 7          |                        |                        |                        |                        |                        |                        |                        |
|  | Alianța pentru Unirea Românilor | 3          |                        |                        |                        |                        |                        |                        |                        |
|  | Partidul Național Liberal       | 1          |                        |                        |                        |                        |                        |                        |                        |

## Personalități născute aici
- Varlaam Merticariu (n. 1960), episcop, membru al Sfântului Sinod al Bisericii Ortodoxe Române.